# Історія освоєння мінеральних ресурсів Філіппін
Історія освоєння мінеральних ресурсів Філіппін.
Один з найстаріших центрів видобутку руд заліза на Ф. (ІІІ-ІІ ст. до н. е.) розташований на о. Лусон.
З III ст. н. е. одним з осн. продуктів, що вивозилися з Ф., стає золото, яке добувалося з розсипних і жильних родов. о. Лусон. Після іспанської колонізації у XVI ст. золоті і мідні руди добувалися в провінціях Гірська і Півн. Камарінес (Паракале). Золотий промисел існував також у районах Себу і Бутуан. При іспанцях золотодоб. пром-сть занепадає, тільки в кінця XIX ст. робляться спроби її відродження.
У 1781 р. засноване «Економічне товариство друзів країни» («Economic Society of Friends of the Country»), метою якого було заохочення розвитку гірничої пром-сти.
У 1827 р. в країні виявлені поклади кам. вугілля.
На поч. XX ст. вільний доступ до мінеральних багатств країни отримав амер. капітал, виробництво золота зросло з 141,2 кг в 1907 до 1976 кг в 1921, срібла відповідно з 2,6 до 814,6 кг. З інших добувалися руди марганцю, сірка, азбест, кам. сіль, кам. вугілля.
У 20-30-х рр. XX ст. бл. 90 % вартості продукції гірничої пром-сти припадало на золотовидобуток, крім того, експлуатувалися родов. хромітів, мідних, марганцевих, залізних руд.